# ンガミ湖

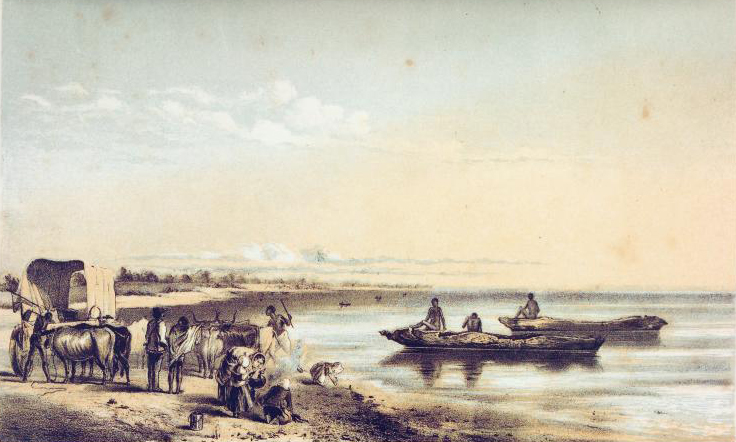
1850年代に描かれたンガミ湖。

ンガミ湖（ンガミこ、英語: Lake Ngami、ヌガミ湖とも書かれる）は、ボツワナ北部、カラハリ砂漠北西部の沼沢地。流出河川のない内陸湖であり、また通年流入する河川もないが、雨季になると北のオカバンゴ川からオカバンゴ・デルタに水が流れ込み、あふれた水がンガミ湖へと流入する。ンガミ湖は1890年以降一貫して縮小を続けている。1925年頃より乾燥化が進み、780平方キロメートルあった湖面は多くが草の茂る湿原となっている。
ンガミ湖は1849年8月1日にデイヴィッド・リヴィングストン一行によって発見された。リヴィングストンは「長さ80マイル（130km）、幅20マイル（32km）にわたるきらめく湖」と記述している。リヴィングストンのあともヨーロッパからはチャールズ・ジョン・アンダーソン（1853年）、フレデリック・ルガード（1896年）らのいくつかの探検隊が訪れている。